# Bibingka
Bibingka, ve střední a jižních Filipínách též bingka, je druh rýžového koláče typického pro filipínskou kuchyni. Jedná se typicky o vánoční či snídaňový pokrm.
Typická bibingka se připravuje z mouky z lepkavé rýže a vody či kokosového mléka, doplněna je posypem například z cukru, kokosu či sýra.

## Název
Pokrm má kořeny v jihovýchodní Asii – název bibingka má pravděpodobně původ z malajského bingka, ve které se takto označuje podobný sladký koláček. Podobně nalezneme i v javánské kuchyni pokrm wingko, který je více podobný lívanci a jehož receptura využívá kokos. Existuje teorie, že tato označení vznikla přenosem z výslovnosti bí v jazyce Hokkien pro čínský znak 米, tedy rýže, k čemuž přispívá i fakt, že všechny tyto pokrmy se vyrábějí z rýže. Skutečnost se vyskytuje i v dalších pokrmech filipínské kuchyně – bihon (rýžové nudle), bilo-bilo (rýžové koule) nebo biko (jiný druh rýžového koláče).
Jméno pokrmu je také podobné termínu bebinca z goánské kuchyně ovlivněné portugalskou kolonizací. Ten ovšem označuje vrstvený pudinkový dort.
Výraz se používá i pro obdoby ze základu jiného než lepkavé rýžové mouky (například bibingkang cassava – z kasavy, bibingkang malagkit – používající nerozemletou lepkavou rýži), varianta používající mouku se pak nazývá bibingka galapong.

## Ingredience a varianty
K výrobě tradiční bibingky (galapong) se používá těsto z mouky vyrobené z rozemleté lepkavé rýže smíchané s vodou nebo kokosovým mlékem. Těsto se peče s podestýlkou z banánových listů v terakotových miskách a poté se posype různými posypy, například cukr, máslo, sýr, kokos či solené kachní vejce.
Bibingkang malagkit je varianta nejpodobnější tradiční verzi, má ale hrubší strukturu, protože se vyrábí z nerozemleté lepkavé rýže. Existuje také několik regionálních variant – na Cebu nebo Samaru se těsto doplňuje palmovým vínem, v provincii Cavite je těsto plněné slazenými mungo fazolemi s polevou z kokosového mléka, žakie a škrobu ságo, v Davau je oblíbená bibingka s durianem.

## Galerie

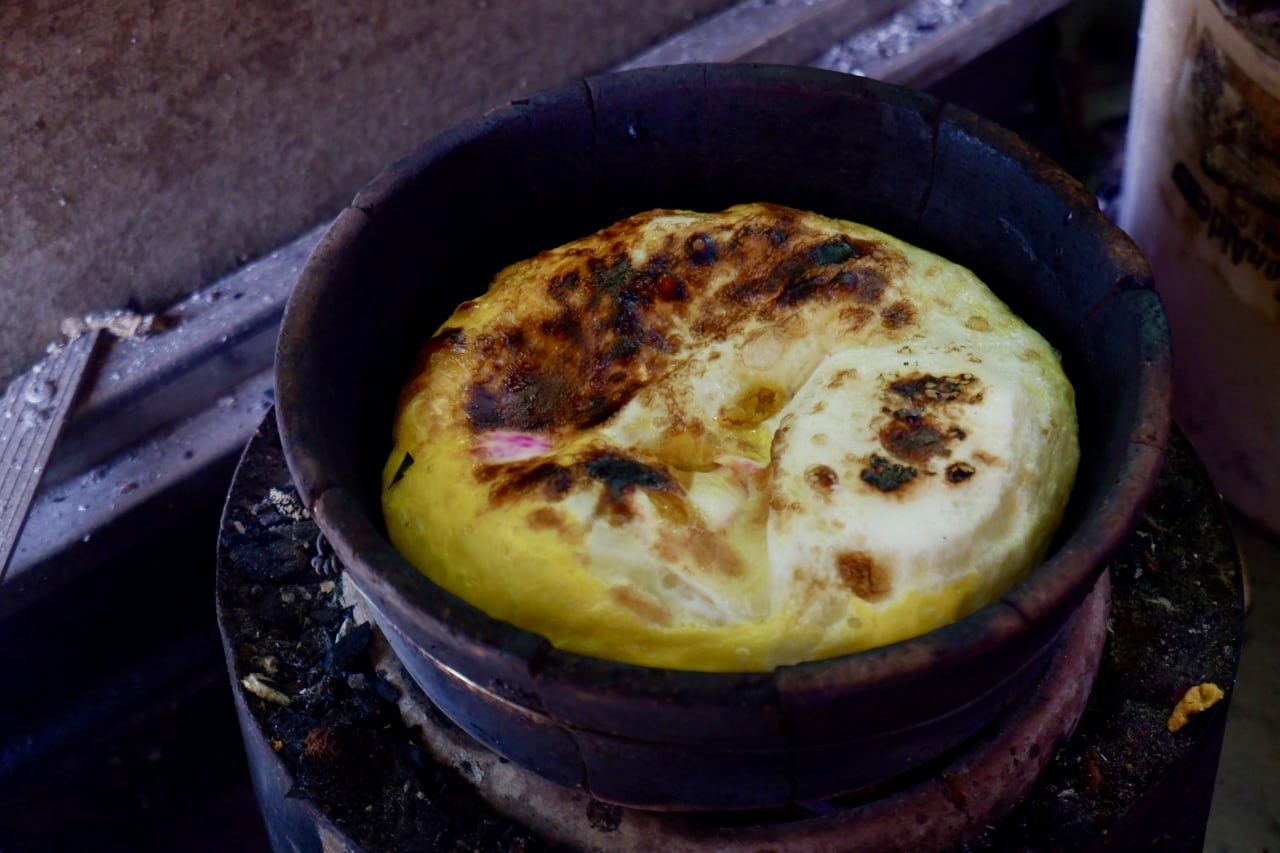
Bibingka kalapong v peci
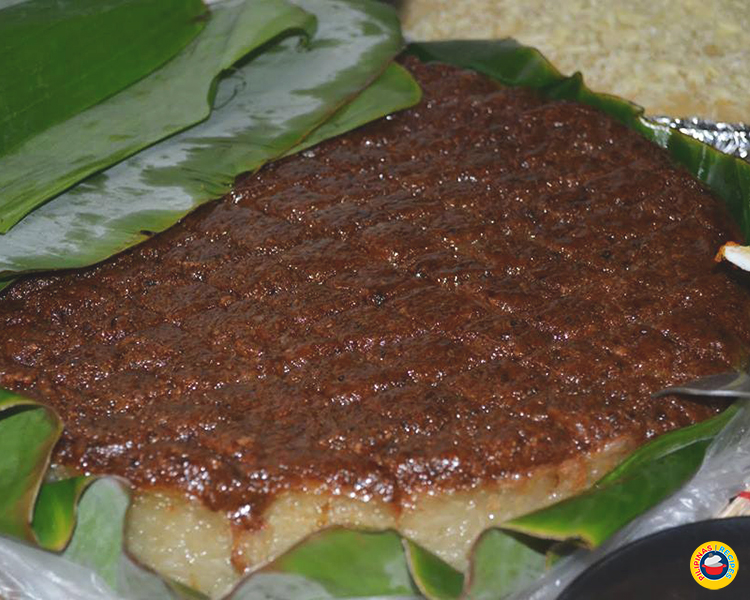
Bibingkang malagkit
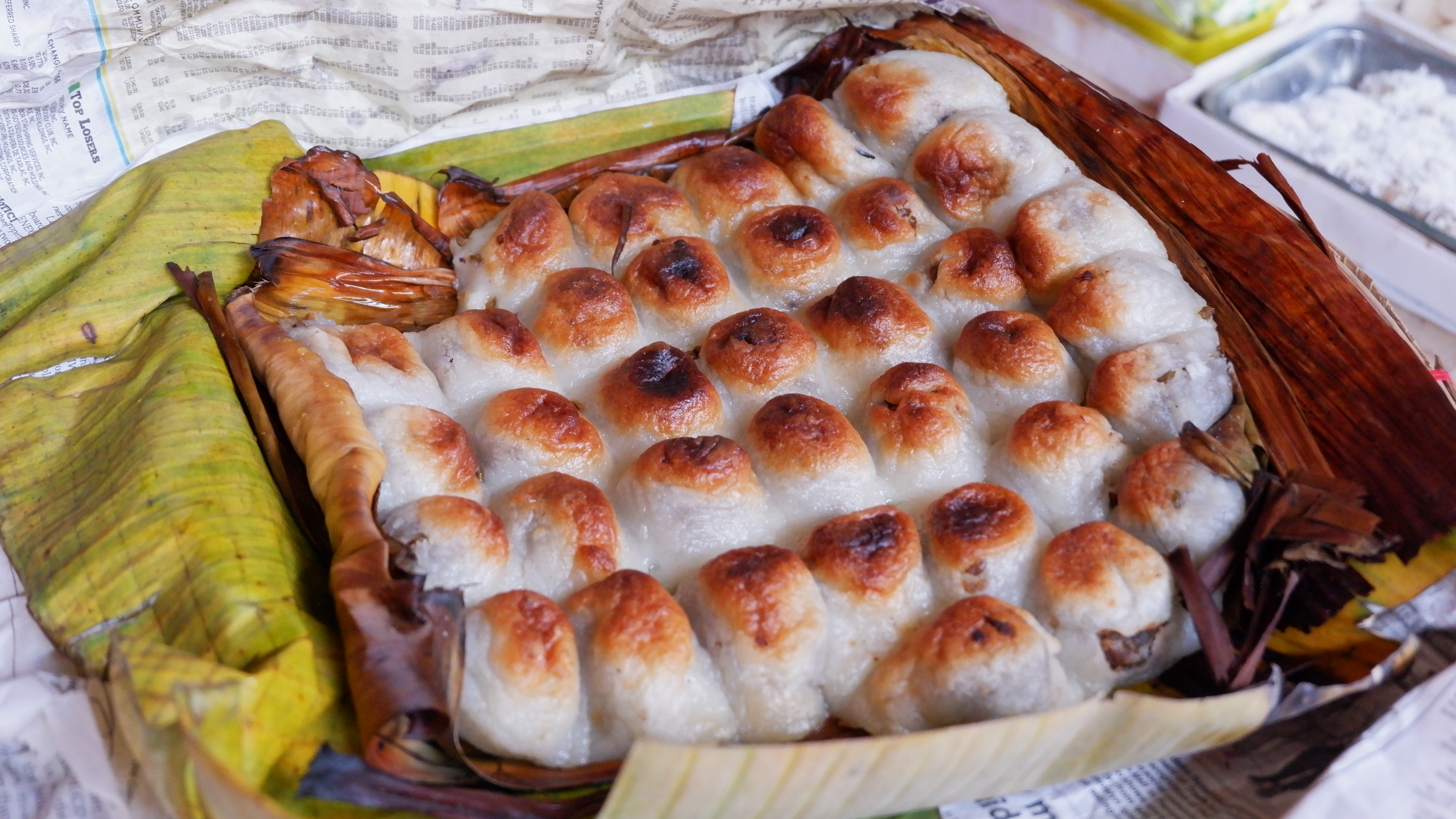
Bibingkoy, Cavite
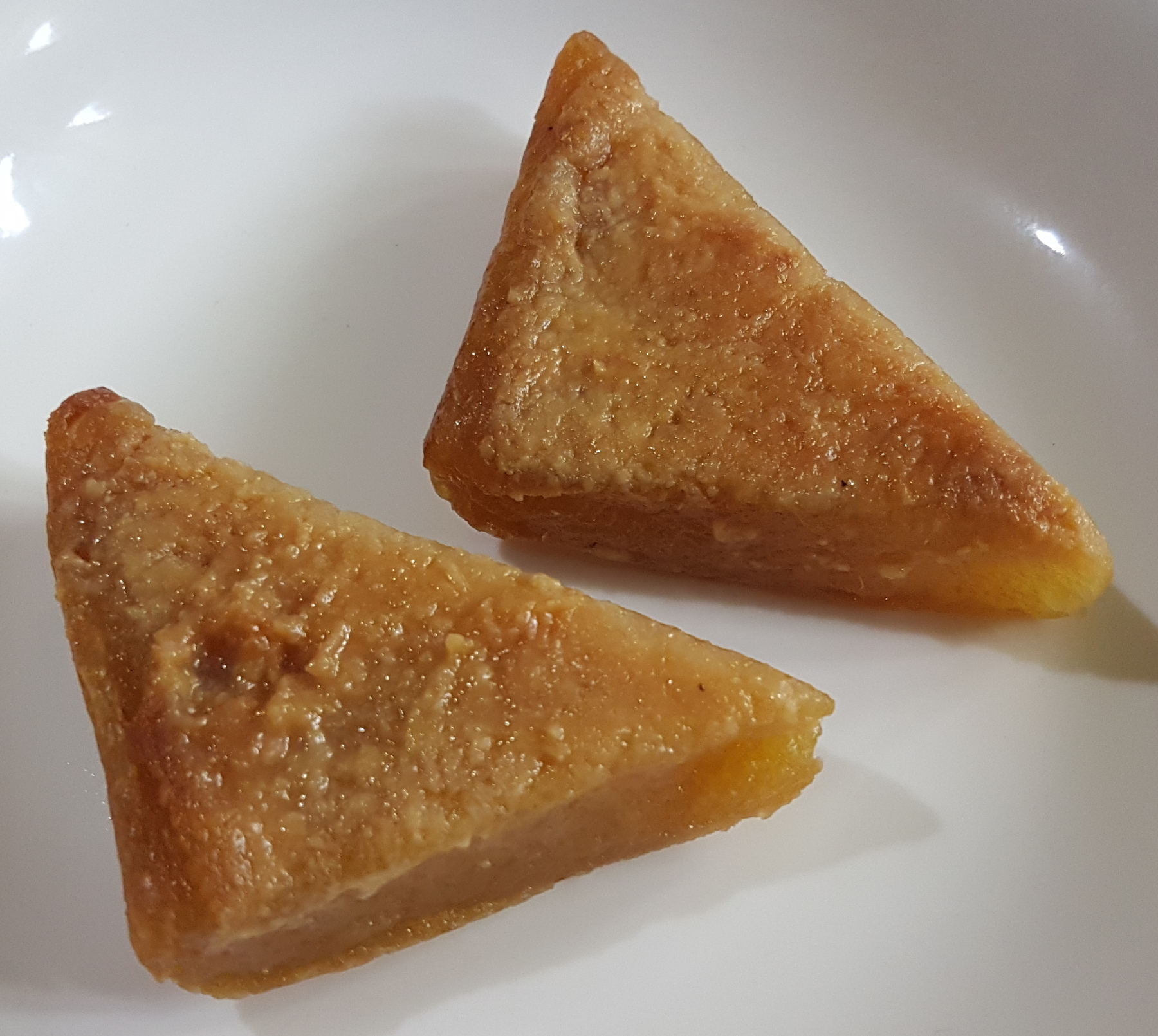
Bibingkang cassava